# Škoda Garde
Der Škoda Garde (Typ 743.12) ist ein Coupé von Škoda, das 1981 den Typ 110 R ablöste.

## Allgemeines
Technisch und äußerlich basierte der Garde auf der 742er-Baureihe, die im Herbst 1981 optisch modifiziert wurde. Er hatte die Breitscheinwerfer der L-Ausführungen der 105/120-Reihe, kombiniert mit den breiten Heckleuchten der GL/GLS-Ausführungen und den per Sonderwunsch erhältlichen Kunststoffstoßfängern. Der Motor stammte wiederum vom 120 LS, das 1,2-l-Triebwerk leistete 43 kW (58 PS). Neu war die Coupé-Karosserie mit Abrisskante, die anders als bei den Typen 105/120 beim Tiefziehen direkt ins Blech eingearbeitet wurde. Die Instrumententafel war neu gestaltet, und es gab neue, höhenverstellbare Vordersitze mit eingearbeiteten Kopfstützen. Die bedeutsamste Neuerung stellte jedoch die Hinterachse dar: Die Pendelachse wurde durch eine Führung an Schräglenkern ersetzt. Damit verbesserte sich das Fahrverhalten der Heckmotor-Škodas ganz erheblich, auch die Dröhn- und Vibrationsneigung des Triebwerks in die Karosserie hinein war geringer. Diese Neuerung wurde ab 1984 auch an einigen anderen Škoda-Modellen übernommen. Außerdem gab es an den Vorderrädern progressiv wirkende Schraubenfedern.
In der DDR wurde das Fahrzeug nicht angeboten.

## Produktionsstandort
Das Fahrzeug wurde von 1981 bis Mai 1982 in Kvasiny produziert, danach wurde die Produktion ins slowakische Bratislava verlegt. Der Garde wurde das erste in größeren Mengen produzierte Auto auf slowakischem Boden. Problematisch war die Fertigungsqualität des neuen Werks in Bratislava, die Qualität konnte mit der jahrzehntelangen Erfahrung des Werks Kvasiny nicht mithalten. Seit der Umbenennung in Rapid wurde das Fahrzeug wieder in Kvasiny hergestellt.

## Karosseriedaten
- Produzierte Fahrzeuge: 11.179[3]
- Karosserieform: zweitüriges Coupé
- Typ 743.12
- Länge: 4170 mm
- Breite: 1610 mm
- Höhe: 1380 mm
- Radstand: 2400 mm
- Gesamtgewicht: 855 bis 915 kg

## Motordaten
| Fahrzeugbezeichnung | Bauzeit   | Antriebsart              | Motorbauart           | Hubraum  | Leistung        | Kühlung       | Ventilsteuerung | Höchstgeschwindigkeit | Verbrauch        |
| ------------------- | --------- | ------------------------ | --------------------- | -------- | --------------- | ------------- | --------------- | --------------------- | ---------------- |
| Garde               | 1981–1984 | Heckantrieb/–motor längs | R4-Viertakt-Ottomotor | 1174 cm³ | 42,6 kW (58 PS) | Wasserkühlung | OHV             | ca. 150 km/h          | 6,4–9,7 l/100 km |